# Rudolf Svedberg
Rudolf Svedberg   (Sundsvall, 19 d'agost de 1910 - Eskilstuna, 24 de juny de 1992) va ser un lluitador suec, especialista en lluita grecoromana, que va competir durant les dècades de 1930 i 1940.
El 1936 va prendre part en els Jocs Olímpics d'Estiu de Berlín, on va guanyar la medalla d'or en la competició del pes wèlter del programa de lluita grecoromana. En el seu palmarès també destaquen dues medalles al Campionat d'Europa de lluita, una d'or i una de plata en estil grecoromà. Entre 1934 i 1944 va guanyar deu títols nacionals.
Una vegada retirat va treballar amb la selecció nacional, primer com a entrenador adjunt de Robert Oksa, entre 1945 i 1956, i després com a entrenador principal entre 1956 i 1972.